# الكسندر إدموند باتسون دافي
الكسندر إدموند باتسون دافي هو محامي وسياسي كندي، ولد في 24 نوفمبر 1847 في مدينة ولز في المملكة المتحدة، وتوفي في 1 أغسطس 1889 في فيكتوريا في كندا. انتخب Premier of British Columbia ‏ (1 أبريل 1887 – 1 أغسطس 1889).